# 施杰
施杰（1964年1月16日—），汉族，中华人民共和国政治人物、第十一届全国政协委员。

## 生平
加入中国民主促进会，担任四川鼎立律师事务所管理委员会主任。2008年，当选第十一届全国政协委员，代表中华全国总工会，分入第十七组。